# مايكروسوفت بروجكت
مايكروسوفت بروجكت (بالإنجليزية: Microsoft Project) هو برنامج لتخطيط المشاريع أصدرته شركة مايكروسوفت لأول مرة في عام 1987، ومنذ ذلك الحين توالت الإصدارات إلى أن وصلت إلى الإصدار 2016.

## خصائص البرنامج
مايكروسوفت بروجكت له القدرة على :
- رسم خطة العمل وتمثيلها على كل من المخطط الشبكي (بالإنجليزية: Network Diagram) ومخطط جانت (بالإنجليزية: Gantt Chart).
- تخصيص وتنظيم الموارد لكل نشاط.
- متابعة تقدم المشروع.
- إدارة ميزانية المشروع، وتحليل حجم العمل.
- إمكانية برمجة العمل -كما في كل برامج حزمة مايكروسوفت أوفيس - عن طريق الماكرو.